# Damernas street i skateboard vid olympiska sommarspelen 2024
Damernas street i skateboard vid olympiska sommarspelen 2024 hölls den 28 juli 2024 på Place de la Concorde i Paris i Frankrike.

## Tävlingsformat
I första omgången gjorde de 22 deltagande skateboardåkarna två åk på 45 sekunder vardera samt fem omgångar med tricks. Endast det bästa resultatet från åken på 45 sekunder samt de två bästa resultaten i omgången med tricks räknades i slutresultatet. De åtta högst rankade skateboardåkarna kvalificerade sig för finalen.

## Resultat

### Semifinaler
| Placering | Heat | Skateboardåkare   | Nation        | Åk    | Åk    | Trick | Trick | Trick | Trick | Trick | Totalt |
| Placering | Heat | Skateboardåkare   | Nation        | 1     | 2     | 1     | 2     | 3     | 4     | 5     | Totalt |
| --------- | ---- | ----------------- | ------------- | ----- | ----- | ----- | ----- | ----- | ----- | ----- | ------ |
| 1         | 2    | Coco Yoshizawa    | Japan         | 83,59 | 71,75 | 86,65 | 88,68 | 78,19 | 0,00  | 0,00  | 258,92 |
| 2         | 4    | Liz Akama         | Japan         | 86,55 | 51,40 | 86,83 | 0,00  | 84,61 | 81,35 | 78,12 | 257,99 |
| 3         | 1    | Cui Chenxi        | Kina          | 80,62 | 82,01 | 81,18 | 83,11 | 0,00  | 89,22 | 0,00  | 254,34 |
| 4         | 1    | Chloe Covell      | Australien    | 68,14 | 78,89 | 82,26 | 0,00  | 0,00  | 85,58 | 0,00  | 246,73 |
| 5         | 4    | Funa Nakayama     | Japan         | 79,87 | 54,73 | 84,56 | 0,00  | 81,09 | 0,00  | 0,00  | 245,52 |
| 6         | 3    | Paige Heyn        | USA           | 71,65 | 35,37 | 85,66 | 0,00  | 86,98 | 0,00  | 0,00  | 244,29 |
| 7         | 3    | Rayssa Leal       | Brasilien     | 59,88 | 35,62 | 85,87 | 88,87 | 92,68 | 0,00  | 0,00  | 241,43 |
| 8         | 4    | Poe Pinson        | USA           | 39,30 | 71,25 | 0,00  | 0,00  | 0,00  | 81,80 | 88,07 | 241,12 |
| 9         | 2    | Zhu Yuanling      | Kina          | 59,35 | 60,11 | 0,00  | 0,00  | 86,88 | 0,00  | 87,83 | 234,82 |
| 10        | 2    | Roos Zwetsloot    | Nederländerna | 49,60 | 71,60 | 83,61 | 0,00  | 0,00  | 0,00  | 78,50 | 233,71 |
| 11        | 3    | Lucie Schoonheere | Frankrike     | 24,22 | 76,81 | 78,19 | 73,05 | 0,00  | 0,00  | 0,00  | 228,05 |
| 12        | 1    | Zeng Wenhui       | Kina          | 55,85 | 12,66 | 0,00  | 0,00  | 83,76 | 0,00  | 83,88 | 223,49 |
| 13        | 2    | Daniela Terol     | Spanien       | 63,72 | 70,12 | 76,39 | 0,00  | 0,00  | 73,87 | 0,00  | 220,38 |
| 14        | 1    | Natalia Munoz     | Spanien       | 48,83 | 57,44 | 74,25 | 83,01 | 68,12 | 0,00  | 0,00  | 214,70 |
| 15        | 3    | Keet Oldenbeuving | Nederländerna | 64,61 | 48,40 | 0,00  | 72,69 | 73,48 | 0,00  | 0,00  | 210,78 |
| 16        | 2    | Pâmela Rosa       | Brasilien     | 11,52 | 41,48 | 0,00  | 0,00  | 80,10 | 0,00  | 83,65 | 205,23 |
| 17        | 4    | Vareeraya Sukasem | Thailand      | 48,52 | 45,07 | 0,00  | 74,04 | 78,19 | 0,00  | 0,00  | 200,75 |
| 18        | 1    | Boipelo Awuah     | Sydafrika     | 19,56 | 31,82 | 0,00  | 61,15 | 51,78 | 66,37 | 0,00  | 159,34 |
| 19        | 2    | Gabi Mazetto      | Brasilien     | 21,07 | 61,17 | 0,00  | 0,00  | TNS   | 83,18 | 0,00  | 144,35 |
| 20        | 3    | Haylie Powell     | Australien    | 62,19 | 41,07 | 0,00  | 0,00  | 0,00  | 63,11 | 0,00  | 125,30 |
| 21        | 1    | Liv Lovelace      | Australien    | 40,38 | 23,00 | 77,72 | 0,00  | 0,00  | 0,00  | 0,00  | 118,10 |
| 22        | 4    | Mariah Duran      | USA           | 12,13 | 58,36 | 0,00  | 0,00  | 0,00  | 0,00  | 0,00  | 58,36  |

### Final
| Placering | Skateboardåkare | Nation     | Åk    | Åk    | Trick | Trick | Trick | Trick | Trick | Totalt |
| Placering | Skateboardåkare | Nation     | 1     | 2     | 1     | 2     | 3     | 4     | 5     | Totalt |
| --------- | --------------- | ---------- | ----- | ----- | ----- | ----- | ----- | ----- | ----- | ------ |
| 1         | Coco Yoshizawa  | Japan      | 85,02 | 86,80 | 0,00  | 86,34 | 0,00  | 96,49 | 89,46 | 272,75 |
| 2         | Liz Akama       | Japan      | 13,28 | 89,26 | 92,62 | 84,07 | 0,00  | 0,00  | 0,00  | 265,95 |
| 3         | Rayssa Leal     | Brasilien  | 71,66 | 34,80 | 0,00  | 92,88 | 0,00  | 0,00  | 88,83 | 253,37 |
| 4         | Cui Chenxi      | Kina       | 65,47 | 65,04 | 86,98 | 89,11 | 0,00  | 0,00  | 0,00  | 241,56 |
| 5         | Poe Pinson      | USA        | 36,75 | 50,18 | 83,73 | 0,00  | 88,43 | 0,00  | 0,00  | 222,34 |
| 6         | Paige Heyn      | USA        | 39,88 | 76,41 | 0,00  | 86,82 | 0,00  | 0,00  | 0,00  | 163,23 |
| 7         | Funa Nakayama   | Japan      | 48,14 | 79,77 | 0,00  | 0,00  | 0,00  | 0,00  | 0,00  | 79,77  |
| 8         | Chloe Covell    | Australien | 70,33 | 45,46 | 0,00  | 0,00  | TNS   | 0,00  | 0,00  | 70,33  |